# Волшебная скрипка
«Волшебная скрипка» — стихотворение Николая Гумилёва, написанное в 1907 году. Впервые опубликовано в журнале «Весы», 1908 год. Одно из наиболее известных стихотворений поэта.
По мнению исследователей, в данном произведении Гумилёв впервые объявил свое творческое кредо. В нём судьба Поэта сравнивается с судьбой скрипача, обречённого на «страшную смерть», на поединок с чудовищами и «тёмный ужас».

## История
Стихотворение было посвящено Валерию Брюсову. Гумилёв послал стихи из Парижа Брюсову в письме, сопроводив следующими строками: «…Несмотря на мой сплин, я все-таки написал недавно два стихотворения и неуклонно посылаю их Вам». (Второе стихотворение «Нас было пять… мы были капитаны»). В ответном письме Брюсов сообщил, что стихотворение ему очень нравится и он хочет взять его для своих «Весов» (что и было сделано). В ответ Гумилёв пишет: «Я очень рад, что Вам понравилась „Волшебная Скрипка“. И хотя она и должна была войти в мою книгу, но я беру её оттуда и с большим удовольствием отдаю для „Весов“». В № 6 «Весов» 1908 года стихотворение появилось на первых страницах, в сопровождении ещё двух произведений поэта — «Одержимый» и «Рыцарь с цепью».
Было включено автором в сборник «Жемчуга» (1910) без отдельного посвящения (книга была посвящена Брюсову целиком). Затем вошло в переиздание «Жемчугов» 1918 года, причём Гумилёв снимает общее посвящение Брюсову, оставив его лишь перед стихотворением «Волшебная скрипка». В обоих сборниках это стихотворение является открывающим.

### Автографы
В автографе в письме к Брюсову от 26 декабря 1907 года, Париж — отличается 4-я строфа, в макете издания «Жемчугов» (1918) исправления рукой Гумилёва в 7-8 строчках
Автограф с вариацией, без посвящения, хранится в ГБЛ (архив М. К. Азадовского). Автограф журнальной редакции — при письме к Брюсову от 26 ноября 1907 г. из Парижа, вместе с автографом стихотворения «Нас было пять… мы были капитаны…». Существует также экземпляр А. Н. Кирпичникова, где стихотворение снабжено карандашной пометкой: «Из Ж. Занд». Возможно, имеются в виду романы Жорж Санд «Консуэло» и «Графиня Рудольштадтская», в которых тема скрипки играет важную смысловую роль.

## Характеристика
Стихотворение состоит из 6 четверостиший (катренов), написанных хореем. Рифма перекрёстная с чередованием женской и мужской.
Лирический герой предостерегает юного музыканта от того, чтобы взять в руки скрипку, поскольку стоит только прекратить играть, наступит наказание.
Тема скрипки оставалась интересной для Гумилёва: в 1908 году он написал прозаический этюд «Скрипка Страдивариуса», где продолжается тема демонического. Связь дьявола и скрипки является архетипичной, см. мемуар композитора Джузеппе Тартини о том, как им была придумана Соната соль минор: «Однажды, в 1713 году, мне приснилось, что я продал душу дьяволу…».
Сюжет драмы Гумилева «Гондла» (1917), по мнению исследователей творчества писателя, «по сути своей повторяет, варьируя, сюжет „Волшебной скрипки“. Можно сказать и по-другому, что это стихотворение — краткий конспект драмы». Впрочем, в драме уже «волшебная лютня», которая делает из людей вервольфов (тема оборотничества также использована Гумилёвым в новелле «Черный Дик»).

## Отзывы
Михаил Бестужев в 1912 году в своем отзыве на творчество Гумилёва называет его лучшими стихотворениями «Волшебная скрипка» и «Отравленный». Сергей Маковский восхищался им, замечая: «так не только писалось ему [Гумилёву] смолоду, так он хотел жить! Но в жизни, на самом деле, мечтал не разрушать, а творить, совершенствовать свое искусство и учить покорять, вызывать к себе поклонение».
Анна Ахматова пишет: «Дело в том, что и поэзия, и любовь были для Гумилёва всегда трагедией. Оттого и „Волшебная скрипка“ перерастает в „Гондлу“. Оттого и бесчисленное количество любовных стихов кончается гибелью».
В. Л. Полушин считает, что «оно — ключевое в понимании всего его творчества. В образе скрипки выступает поэзия, которая является одновременно и высшим блаженством и смертельным заклятием. Ведь для неё — вся его жизнь». Как отметил Ю. В. Зобнин, «Гумилёв выявил антиномию: искусство гибельно, ибо ежесекундно обманывает художника, предлагая ему адские миражи вместо страстно желаемой истины; искусство благодатно, ибо ежесекундно побуждает художника, отказываясь от заблуждений, искать путь к истине». Надежда Золотухина пишет, что «для Гумилёва музыка всегда была символом искусства, таящим в себе некий иррациональный момент: нечто такое, что не только не поддается сугубо рациональному, интеллектуальному, „математическому“ постижению, но и подчиняет себе музыканта».
По мнению исследователей, это стихотворение «маркирует акт творчества и как преодоление хаоса, и как некую игру, подвиг, приближающий к смерти, к славной гибели (…) Волшебная скрипка здесь становится символом жертвенного искусства, а смерть для творчества — путём к познанию и героическим подвигом одновременно».
В 1986 году публикация нескольких стихотворений Гумилёва в «Огоньке» знаменовала в некотором роде «реабилитацию» поэта, причём именно стихотворение «Волшебная скрипка» вошло в число тех, которые Владимир Енишерлов и Наталья Колосова решили отобрать для печати: «хотелось даже в журнальной публикации дать читателю почувствовать прелесть своеобразной, точной, романтичной и загадочной поэзии Гумилёва всех, по возможности, периодов».

## В культуре
- Существуют переводы стихотворения на английский (Серж Македон, Ольга Слободкина, Тамара Вардомская) и болгарский (Бойко Ламбовски) языки[16].

- Трагедия «Три царя» Николая Оцупа (Париж, 1958), посвящённая библейским правителям — воину Саулу, арфисту Давиду и мудрецу Соломону, обнаруживает интертекстуальное сходство с драмой «Гондла» и стихотворением «Волшебная скрипка»[17].
- Посмотри в глаза чудовищ — строчка из стихотворения стала заглавием фантастического романа Лазарчука & Успенского, главным героем которого является Гумилёв.

### Музыка
На стихотворение написано несколько вариантов музыки (аудиозаписи: Ольга Серебряная, Александр Хочинский и др.).
Одна из наиболее известных записей — песня Елены Камбуровой на музыку Владимира Дашкевича. Любопытно, что Камбурова, исполняя песню в 1970-80-х годах, из-за запрета на творчество поэта в СССР, официально делала это «на слова поэта А. Гранта» (юношеский псевдоним Гумилёва), и обычный слушатель не мог узнать имя настоящего автора. В 1999 году она записала одноимённый альбом.
Композитор Юрий Каспаров в 2001 году написал вокальное произведение «Волшебная скрипка» для меццо-сопрано и плёнки.
В 2019 году группа "Сплин" выпустила альбом "Тайком", куда вошла песня "Волшебная скрипка". Стихотворение Николая Гумилёва здесь звучит под акустическую гитару.